# Torre do Molard
A Torre do Molard, que fica na praça á qual deu o nome, encontra-se  em Genebra, na Suíça. Situada na margem esquerda do Rio Ródano depois da Ponte do Monte Branco, é na origem uma obra militar que fazia parte desde o século XIV das muralhas da cidade e protegia o porto lacustre do Molard . Junto á torre existe uma escada coberta de cinco pisos de estilo gótico (Imagem da torre do Molard e escadaria).
A praça do Molard é um dos pontos de encontro da cidade em razão dos restaurantes e cafés com esplanadas que de verão ocupam uma boa parte dela, e porque se encontra no centro da maior zona pedonal desta cidade. A praça um dos pontos de partida para a visita da  Cidade Velha de Genebra que fica na parte alta da cidade.